# Wasserturm Greppin

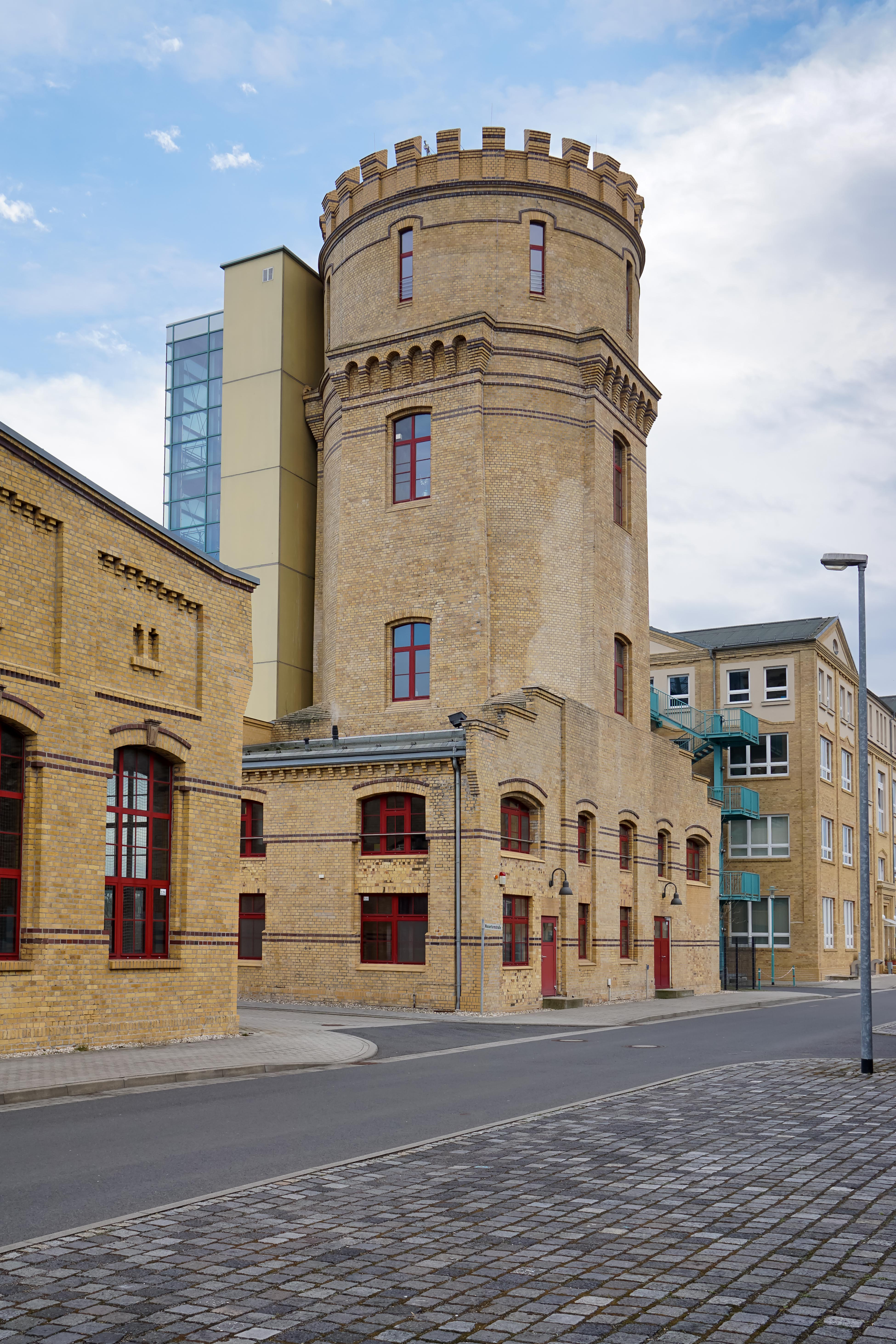
Wasserturm in Greppin

Der Wasserturm in Greppin ist ein Hochbehälter in der Stadt Bitterfeld-Wolfen im Landkreis Anhalt-Bitterfeld in Sachsen-Anhalt.

## Geschichte
Ähnlich wie das nördlich benachbarte Wolfen besaß auch Greppin mehrere Wassertürme. Der Wasserturm des Ortes war 40 Meter hoch und galt als Wahrzeichen Greppins. Er wurde im späten 20. Jahrhundert gesprengt. Allerdings erinnert seit dem Jahr 2015 ein 3,4 Meter hohes Modell im Ort an ihn.
Der erhaltene Wasserturm im Norden des Ortes gehörte hingegen zur Farbenfabrik, die im Jahr 1896 durch Agfa gegründet wurde. Ähnlich wie später bei der Filmfabrik Wolfen war in Berlin für eine Erweiterung kein Platz mehr. Der Turm entstand mit der Fabrik und prägte das Werksgelände mit seiner markanten Gestalt, die mit dazu führte, dass das Areal im Volksmund zeitweise auch Kreml genannt wurde. Nach der Stilllegung des Wasserturms fand man zunächst keine Nutzung. Er wurde schließlich verkauft und das Obergeschoss zu einer Wohnung umgebaut. Neben dem Turm wurde dafür ein gläsernes Treppenhaus samt Fahrstuhl errichtet.

## Baubeschreibung
Der 28 Meter hohe Wasserturm wurde als Ziegelbau mit Zinnen und Friesen im Stil von Maschikulis entworfen, die sich an Risaliten befinden, die an den Seiten angebaut wurden. Durch die schmalen, aber hohen Fenster im Obergeschoss wurde die optische Anlehnung an Bergfriede ebenso zusätzlich verstärkt wie durch die um den Turm angeordneten Flachbauten. Deren Formsprache ist sehr viel einfacher gehalten. Dennoch weisen sie Friese, Treppengiebel, Segmentbogenfenster und Pilaster auf. Als Baumaterial diente vermutlich Greppiner Klinker.
Die Straße an der Fabrik wurde Wasserturmstraße benannt, was die lokale Bedeutung des Turms unterstreicht. Der Wasserturm trug die Gebäude-Nr. 24.15.0. Er steht als Baudenkmal unter Denkmalschutz und ist im Denkmalverzeichnis mit der Nummer 094 90091 erfasst.